# Лукино (Весьегонский район)
Лукино — деревня в Весьегонском муниципальном округе Тверской области.

## География
Деревня находится в северо-восточной части Тверской области на расстоянии приблизительно 18 км на юг-юго-запад по прямой от районного центра города Весьегонск.

## История
Известна с середины XVI века. С этого момента: вотчина Рыкуновых, Моклоковых, князей Хворостининых, затем владение Троице-Сергиева монастыря, Александро-Невской лавры, и снова Троице-Сергиева монастыря. Дворов 11 (1859 год), 15 (1889), 23 (1931), 12 (1993), 6 (2008),. До 2019 года входила в состав Ивановского сельского поселения до упразднения последнего.

## Население
Численность населения: 69 человек (1859 год), 95 (1889), 93 (1931), 21 (1993), 15 (русские 100 %) в 2002 году, 14 в 2010.